# بورن (حوزه سرشماری)، ماساچوست
بورن (به انگلیسی: Bourne) یک منطقهٔ مسکونی در ایالات متحده آمریکا است که در شهرستان برنستبل، ماساچوست واقع شده‌است. بورن ۷٫۷ کیلومتر مربع مساحت و ۱٬۴۱۸ نفر جمعیت دارد و ۸ متر بالاتر از سطح دریا واقع شده‌است.